# Three Saints-baai
De Three Saints-baai (Engels: Three Saints Bay) is een kleine baai aan zuidoostzijde van het Kodiak-eiland van de Amerikaanse staat Alaska. Het ligt op 97 kilometer ten zuidwesten van de stad Kodiak, twee baaien ten zuidwesten van de plaats Old Harbor.
In 1784 werd door de Russische bonthandelaar en zeevaarder Grigori Sjelichov hier de eerste Russische nederzetting gevestigd. De baai en de nederzetting werden naar zijn schip, de Tri svjatitelja ("Drie Heiligen") vernoemd, hetgeen later door de Amerikanen werd verengelst tot Three Saints Bay. In 1792 werd de nederzetting, na te zijn verwoest door een aardbeving en een tsunami, verplaatst naar de huidige locatie van de stad Kodiak. Van de nederzetting is niets overgebleven.